# Кюстендилци
Това е списък на известни личности, свързани с град Кюстендил.

## Родени в Кюстендил
- Агапий Войнов (1838 – 1902), просветен и църковен деец.
- Александър Икономов (1883 – 1903), революционер от ВМОРО.
- Александър Давидов (1878 – 1925), военен деец, генерал-майор.
- Александър Костадинов  (1988), борец.
- Александър Стойчев (Стоичков), български революционер от ВМОРО, четник на Петър Ангелов[1].
- Александър Янков (Арнаутски), български революционер от ВМОРО, четник на Апостол Петков[2].
- Алекса Тачов, български революционер от ВМОРО, четник на Димитър Кирлиев[3].
- Алексо Бъчваров (1854 – 1933), опълченец.
- Анани Константинов (1943 – 2017), юрист, председател на сдружение „Св. св. Кирил и Методи“ – Кюстендил, педседател на ОбС – Кюстендил (2001 – 2005).
- Ананий Шарков (1846 – неизв.), опълченец
- Ангел Димитров, български революционер от ВМОРО, четник на Щерьо Юнана[4].
- Андон Димитров, български революционер от ВМОРО, четник на Ной Димитров[4].
- Антон Илиев (неизв.), опълченец.
- Антон Кърпачев (1848 – 1929), учител и политик, кмет на Кюстендил (1883 – 1884) и нар.представител в IV ОНС (1884 – 1885).
- Антон Лазаров (неизв.), опълченец
- Антон Михайлов (неизв. – 1883), опълченец
- Апостол Илиев (неизв.), опълченец
- Асен Василиев (1900 – 1981), изкуствовед и живописец.
- Асен Суичмезов (1899 – 1978), търговец, участник в акцията по спасяването на бълг.евреи през 1943 г.
- Атанас Димитриев (неизв.), опълченец.
- Атанас Хранов (1853 – неизв.), учител, народен представител в Учредителното събрание, кмет на Кюстендил (1879) и на София (1908).
- Ашко Димитриев (неизв), опълченец.
- Богомир Лазов (1906 – 1969), художник.
- Богомил Андреев (1891 – 1939), артист, режисьор и театрален организатор.
- Борис Велчев, български революционер от ВМОРО, четник на Богдан Баров[5]
- Борис Тиков (1898 – 1972), революционер, войвода на ВМРО.
- Борислав Сапунджиев (Урсула), известен транссексуален хомосексуалист.
- Боян Захариев (1909 –  неизв.), заслужил лесовъд, професор, преподавател във ВЛТИ.
- Боян Урумов (1892 – 1960), военен, генерал-майор.
- Валентина Топузова (1918 – 2008), преводач.
- Васил Антов Мечкуевски (10.10.1890 –  неизв.), български революционер, околийски боен инструктор на ВМРО (Иван Михайлов)[6].
- Васил Илиев (1965 – 1995), борец
- Васил Димитриев Поборник (1854 – 1919), опълчец и книгоиздател.
- Васил Димитров, български революционер от ВМОРО, четник на Лука Иванов[7].
- Васил Евтимов (1900 – 1986), художник.
- Васил Ив. Умленски, български революционер от ВМОРО, четник на Христо Димитров – Кутруля[8].
- Васил Петров (неизв.), опълченец.
- Васил Лекарски (1845 – 1877), възрожденски аптекар и лекар.
- Васил Петров (1885 –  неизв.), български революционер от ВМОРО.
- Васил Спасов (1868 –  неизв.), български военен.
- Васил Стойчев  (1935), актьор.
- Васил Стоилов Стоянов (1854 – 1931), опълченец.
- Веса Паспалеева (1900 – 1980), детска поетеса.
- Велчо Христов (неизв.), опълченец.
- Владимир Григоров (1894 – 1985), художник и учител.
- Владимир Заимов (1888 – 1942), военен деец, генерал-майор.
- Владимир Караманов (1875 – 1969), учител и общественик
- Владимир Чомаков, български революционер от ВМОРО, четник на Никола Георгиев Топчията[9] и на Петър Ангелов[10]

- Ганчо Суичмезов, български революционер, четник в Кочанската чета на ВМОРО (1902 – 1903) година
- Георги Ангелов (1915 – 1998), кмет на Кюстендил (1955 – 1966).
- Георги Богданцалиев (1894 – 1969), кмет на Кюстендил (1932 – 1934).
- Георги Горанов (1882 – 1905), композитор, автор на „Дружна песен“ („Песен на труда“).
- Георги Друмохарски (1843 – 1912), културен деец, общественик, писател, народен представител, кмет на гр. Кюстендил.
- Георги Емануилов (1891 – неизв.), кмет на Кюстендил 3 мандата (1926 – 1929, 1929 – 1931 и 1940 – 1942).
- Георги Ефремов (1893 – 1964), лекар, публицист, преводач, кмет на Кюстендил (1942 – 1944).
- Георги Ефтимов, български революционер от ВМОРО, четник на Христо Димитров – Кутруля[8]
- Георги Илиев (1966 – 2005), български борец
- Георги Колушки (1864 – 1944), химик.
- Георги Иванов Попов (1882 – 1964), артист.
- Георги Икономов – (1923 – 2015), създател на българската Нептунова поща и рекордьор на Гинес.
- Георги Кръстев Менков (1888 –  неизв.), български революционер от ВМОРО
- Георги К. Чесновски, български революционер от ВМОРО, четник на Гроздан Рандев[11]
- Георги Николов, български революционер от ВМОРО, четник на Никола Груйчинов[7]
- Георги Савов Серафимов (1894 – 1923), роден на 16 март 1894 г., изселен в Горна Джумая, шивач с комунистически убеждения, участник в Септемврийското въстание с Горноджумайския отряд, след разбиването на отряда край река Ковачица в Рила на 25 септември е ранен, пленен и същата вечер убит в Бачиново[12]
- Георги Спасов, български революционер от ВМОРО, четник на Христо Димитров – Кутруля[8]
- Георги Стоичков (неизв.), опълченец.
- Георги Цариградски (1845 – 1915), лекар, участник в Руско-турската война (1877 – 1878).
- Григор Белокапов (1883 – 1907), български революционер от ВМОРО
- Григор Караманов (1848 – 1881), нар.представител в Учредителното и I велико народно събрание; първият кмет на Кюстендил (1878).
- Григор Китанов (1886 – неизв.), кмет на Кюстендил (1931 – 32)
- Давидко Манов (1829 – 1889), кмет на Кюстендил (1881 – 1883)
- Даниел Младенов (1987), футболист.
- Дим. Грозданов, български революционер от ВМОРО, четник на Петър Ангелов[10]
- Димитър Манчев (1870 – 1918), кмет на Кюстендил (1912 – 1916).
- Димитър Друмохарски (1838 – 1889), възрожденски общественик, учител, съдия, кмет на Кюстендил.
- Димитър Белокапов (1889 – 1925), деец на ВМОРО
- Димитър Б. Караджов, български революционер от ВМОРО, четник на Петър Ангелов[13]
- Димитър Пешев (1894 – 1973), политик, спомогнал спасението на българските евреи
- Димитър Любенов (1835 – 1879), учител, възрожденец.
- Димитър Павлов (неизв.), опълченец.
- Димитър Самоковлийски (1884 – неизв.), кмет на Кюстендил (1935 – 1937).
- Димитър Светогорски (1895 – 1918), морски офицер.
- Димитър Табаков (1887 – 1953), учител, кмет на Кюстендил (септември/октомври 1944).
- Драган Лозенски (1906 – 1996), български скулптор и художник.
- Евтим Бояджиев (1885 – 1950), български революционер от ВМОРО
- Екатерина Йосифова (1941), поетеса.
- Елена Балджиева (1938 -1996), оперна певица, сопран
- Ефрем Каранфилов (1915 – 1998), литературен критик, публицист, професор
- Захари Митов (неизв.), опълченец.
- Захари Струмски (1820 – 1869), лекар, родолюбец, борец за църковна независимост.
- Здравко Митков(1952), режисьор и театрален педагог
- Здравко Сугарев (1909 – 1993), професор, математик, статистик, икономист и демограф.
- Иван Атанасов, български революционер от ВМОРО, четник на Ефрем Чучков[14]
- Иван Банскалийски, български революционер от ВМОРО, четник на Петър Самарджиев[15]
- Иван Жабински (1862 – 1926), български офицер, полковник, кмет на Кюстендил (1923 – 1925).
- Иван Куюмджиев, български революционер от ВМОРО, четник на Петър Ангелов[13]
- Иван Кюркчиев (1860 – 1895), български учител.
- Иван Лекарски (1812 – 1878), възрожденски аптекар и лекар.
- Иван Мировски (1891 – 1959), поет, юрист, кмет на Кюстендил (1937 – 1939).
- Иван Наков (1891 – 1977), нар.представител в VI ВНС, кмет на Кюстендил (1949 – 1950).
- Иван Строгов (1878 – 1955), адвокат, публицист, дипломат, обществен и политически деец.
- Иван Умленски (1917 – 1992), учител, краевед, литературен историк.
- Иванка Везенкова (1904 – 1992) първият детски лекар в гр. Кюстендил, завършила медицина в Неапол, Италия.
- Илиана Илиева (1966), национална състезателка по художествена гимнастика.
- Илия Златанов, български революционер от ВМОРО, четник на Йордан Спасов[16] и на Ной Димитров[4]
- Йорданка Попмилачкова Трифонова (1954 – 2021), актриса.
- Йордан Иванов (1872 – 1947), учен, академик.
- Йордан Николов (1910-1992), хореограф.
- Йордан Мечкаров (1891 – 1954), журналист, директор на БТА.
- Йордан Митрев (1866 – 1938), лесовъд, създател на лесопарк „Хисарлъка“.
- Йордан Ковачев (1875 – 1934), астроном, математик, геодезист, професор.
- Йосиф Ангелов (1857 – 1913), български офицер, участник в Сръбско-българската война (1885).
- Кирил Гогов (1944), художник.
- Кирил Николов – Странджата (неизв. – 1945), милиционер.
- Кирил Цонев (1869 – 1961), художник, професор.
- Кирил Кьортошев (1922 – 2003), актьор от Република Македония.
- Кирил Светогорски (неизв.), морски офицер, началник на Машинното морско училище във Варна (1915 – 1919).
- Кирил Станчев (1895 – 1968), офицер, генерел-лейтенант.
- Коце Минков (1838 – 1912), поборник, опълченец.
- Константин Лекарски (1853 – 1935), агроном, нотариус и общественик.
- Константин Неновски (неизв.), опълченец.

- Константин Стоянов (1875 – 1942), машинен инженер, политик и министър на железниците и пощите през 1935 – 1936 г.
- Костадин Димев, български революционер от ВМОРО, четник на Васил Пачаджиев[11]
- Красимира Василева (1962), национална състезателка по художествена гимнастика.
- Крум Кюлявков (1893 – 1955), писател, худажник, общественик.
- Крум Лекарски (1898 – 1981), военен, политически и спортен деец.
- Крум Мазнев (1897 – неизв.), кмет на Кюстендил (1934 – 1935).
- Лили Шмидт (1925), общественичка.
- Любен Тонев (1908 – 2001), архитект, урбанист, автор на първия градоустройствен план на Кюстендил.
- Любомир Велчев, български революционер от ВМОРО, четник на Богдан Баров[5]
- Любомир Цакев (1940), художник.
- Манол Друмохарски (1835 – 1884), възрожденски общественик, занаятчия, търговец.
- Марин Големинов (1908 – 2000), композитор.
- Мария Грубешлиева (1900 – 1970), поетеса, белетристка.
- Мая Георгиева (1962), национална състезателка по художествена гимнастика.
- Мая Манолова (1965), политик
- Мориц Бенционов (1898 – 1941), художник.
- Милан Киселички (1885 – 1973), общественик, адвокат, заслужил деятел на БТС,
- Милан Младенов (неизв. – 1878), опълченец
- Милан Николов, български революционер от ВМОРО, четник на Константин Нунков[17]
- Михаил Давидов (1861 – 1910), учител и политик, кмет на Кюстендил (1899 – 1908), народен представител в V ОНС (1887 – 1890) и Х ОНС (1899)
- Михаил Михайлов (1921 – 1996), актьор.
- Мустафа Кятиб-Оглу (XIX в.), турски поет-лирик.
- Недялка Ангелова (26 юни 1949), лекоатлетка.
- Никола Атанасов (1886 – 1969), композитор, автор на първата българска симфония
- Никола Въжаров (1877 – 1964), учител, журналист, обществен деец.
- Никола Георгиев, български революционер от ВМОРО, четник на Петър Самарджиев[15]
- Никола Жабински (1888 – 1945), юрист, професор.
- Никола Иванов-Шаната (1897 – 1959), художник.
- Никола Коцев (1872 – 1939), нар.представител в XIV ОНС, кмет на Кюстендил (1925 – 1926).
- Никола Мирчев (1921 – 1972), художник.
- Никола Наумов, български революционер от ВМОРО, четник на Никола Наумов[18]
- Никола Шопов (1880 – 1938), политик и адвокат, подпредседател на XXIII ОНС (1931 – 34).
- Никола Христов (1885 – 1959), учител, кмет на Кюстендил (1947 – 1949)
- Николай Дюлгеров (1901 – 1982), архитект, художник
- Николай Барулов (1984), журналист, режисьор
- Николай Николаев, български революционер, четник на Кръсто Лазаров в 1914 година[19]
- Николай Тодорович (неизв.), опълченец.
- Панайот Илиев (неизв. – 1877), опълченец.
- Павлина Пенчева (1887 – неизв.), първата жена – цирков артист
- Пенчо Пенев (1947), юрист и политик.
- Петър Апостолов (1884 – неизв.), български революционер
- Петър Ефтимов, български революционер от ВМОРО, четник на Христо Цветков[20]
- Петър Илиев (1910 – 1998), военен деец, генерал-лейтенант.
- Петър Михалев (1899 – 1985), юрист, народен представител в XXV ОНС.
- Петър Соколов (1870 – 1901), революционер, анархист, деец на ВМРО.
- Райна Цанева (1886 – 1971), общественичка, участничка в женското движение.
- Румен Биков (1958), политик.
- Румен войвода (ок.1800 – неизв.), хайдутин и революционер.
- Павел Иванов, български революционер от ВМОРО, четник на Никола Иванов[21]
- Сашо Стоянов  (1919), артист, театрален режисьор, професор
- Симеон Иванов (1885 – 1907), български революционер от ВМОРО.
- Симеон Коилички (1913 – 1998), лекар кардиолог, ревматолог, завършил във Виена, въвел кардиограмите на фотографски принцип.
- Симеон Батов  (1922 – неизв.), инженер, професор.
- Славчо Давидов (1905 – 1981), лекар стоматолог, професор, д-р на мед.науки.
- Стамен Янков (неизв.), опълченец.
- Стефан Пейчев (1905 – 1979), драматичен и кино артист.
- Стефан Сърчаджиев(1913 – 1964), актьор и режисьор.
- Стоил Георгиев  (1946), оперен певец, бас-баритон.
- Стойне Ливадийски (1905 – 1969), ветеринарен лекар, кмет на Кюстендил (1944 – 1945).
- Стойчо Константинович (неизв.), опълченец.
- Стоян Апостолов, български революционер от ВМОРО, четник на Петко Стефанов в 1915 година[22]
- Стоян Георгиев (неизв.), опълченец.
- Стоян Д. Кацарски, български революционер от ВМОРО, четник на Кочо Цонков[17].
- Стоян Илиев (1867 – 1928), политик, кмет на Кюстендил (1908 – 1912).
- Стоян Йовев (1891 – 1967), политик, адвокат, културен деец.
- Стоян Николов, български революционер от ВМОРО, четник на Петър Самарджиев[15].
- Стоян Петров (неизв.), опълченец.
- Стоян Топузов (офицер) (1864 – 1913), офицер, командир в Сръбско-българската (1885) и Балканската война (1912 – 1913).
- Теодор Ушев (1968), графичен дизайнер, плакатист и аниматор.
- Тодор Абазов (1926), журналист
- Тодор Ангелов – Божаната (1900 – 1943), антифашист, нац.герой на Белгия
- Тодор Карамански (1932 – ), инженер, професор
- Трендафил Димитриев (неизв.), опълченец
- Хаим Оливер (1918 – 1985), кинодраматург, писател
- Харалампи Атанасов, български революционер от ВМОРО, четник на Щерьо Юнана[4].
- Харалампи Диров (неизв.), опълченец.
- Харалампи Илиев (неизв.), опълченец.
- Христо Апостолов (1887 – 1950), български революционер от ВМОРО, четник на Христо Димитров – Кутруля[23].
- Христо Димитров, български революционер от ВМОРО, четник на Петър Ангелов[13] и на Йордан Спасов[18].
- Христо Ковачевски (1860 – 1949), архитект
- Христо Лазов (1885 -  неизв.), български революционер от ВМОРО, четник на Христо Димитров – Кутруля[8].
- Христо Лекарски (1851 – 1907), 4 пъти кмет на Кюстендил, първи мандат (16 октомври 1880 – 25 октомври 1881) и още 3 поредни мандата (29 ноември 1884 – 13 октомври 1893).
- Чудомир Топлодолски (1912 –  неизв.), военен ас, летец.
- Яков Крайков, пръв български издател на печатни произведения.

Македоно-одрински опълченци от Кюстендил
- Йордан Анастасов, Щаб и Нестроева рота на Кюстендилската дружина[24]
- Йордан Апостолов, 23-годишен, студент, Кюстендилска дружина, 1 рота на 11 сярска дружина, носител на бронзов медал[25]
- Курти Аир, 25-годишен, хамалин, 2-ра рота на Кюстендилската дружина[26]
- Петър Адамов, 7 кумановска дружина, убит на 23 юли 1913 година[27]
- Тодор Ангелов, 24-годишен, учител, педагогическо образование, четата на Тодор Оровчанов[28]

## Починали в Кюстендил
- Александър Белев (неизв. – 1945), политик и юрист
- Андон Самоковлийски (1953 – 1905), народен представител в IV, VIII и XII ОНС, кмет на Кюстендил (1884)
- Атанас Буовски (1856 – 1941), зограф
- Григор Циклев (неизв. – 1941), деец на ВМОРО и македонската федеративна организация
- Андон Стоянов – Дончо Щипянчето(1867 – 1931), революционер, деец на ВМОРО.
- Биньо Иванов (1939 – 1998), поет
- Васил Янакиев (1878 – 1946), учител, печатар, кмет на Кюстендил (1919 – 1920)
- Велин Алайков (1882 – 1922), български революционер, деец на ВМРО
- Виктор Покровски (1889 – 1922), руски военен, генерал-лейтенант, командващ белогвардейската Кавказка армия
- Даскал Димитри (1824 – 1874), учител възрожденец.
- Димитър Запрянов (1883 – 1909), революционер, деец на ВМРО.
- Илиодор Софрониевич Горонович (5 януари 1856 – 26 януари 1919), окръжен военен началник и управител на Кюстендилски окръг (1881) след Освобождението.
- Емануил Иванов (1857 – 1925), математик.
- Ефрем Каранов (1853 – 1927), фолклорист, академик.
- Жеко Попов (1942 – 2016), български историк
- Иван Бърльо (1876/77 – 1925), революционер, деец на ВМРО.
- Иван Козарев (1849 – 1933), български просветен деец.
- Иларион Ловчански (1800 – 1884), висш духовник, първи български екзарх.
- Ильо войвода (1805 – 1898), хайдутин и революционер.
- Константин Жостов (1867 – 1916), български офицер (генерал-майор), командир на 7-а пехотна дивизия през Балканската война (1912 – 1913) и началник на Щаба на войската през Първата световна война (1915 – 1918).
- Константин Кюркчиев (1884 – 1955), български революционер от ВМОРО.
- Лазар Поптомов, български революционер от ВМОРО
- Марко Стоянов Секулички(1848 – 1925), революционер, Задграничен пунктов началник на ВМОРО в гр. Кюстендил (1904 – 1905).
- Мите Хаджимишев (1873 – 1953), български революционер
- Николай Василиевич Савойски (1854 – 1930), генерал.-лейтенант от Руската армия. Участник в освобождението на Кюстендил и пръв комендант на града.
- Синесий Скопски (1836 – 1917), български църковен деец, Охридски и Скопски митрополит.
- Стоян Костов (1832 – 1897), български просветен и църковен деец.
- Тодор Наумов (1883 – 1941), български композитор.
- Трифон Савев (1900 – 1944), български революционер, войвода на ВМРО.
- Христо Славейков (1862 – 1935), адвокат, политик от Демократическата партия; председател на НС (1908 – 1910) и министър на правосъдието във втория кабинет на Александър Малинов (1910 – 1911).

## Свързани с Кюстендил
- Борис Елисеев (1901 – 1978), художник и учител.
- Васил Диамандиев (1840 – 1912), първи председател на Кюстендилския окръжен съд (6.01.-1.06.1879)
- Васил Илиев (1965 – 1995), бос на ВИС
- Владимир Димитров - Майстора (1882 – 1960), художник.
- Димитър Попгеоргиев (1840 – 1907), български революционер.
- Елена Драгаш (1372 – 1450), майка на последните двама византийски императори Йоан VIII Палеолог и Константин XI Драгаш.
- Емануил Попдимитров (1885 – 1943), писател и общественик.
- Йордан Захариев (1877 – 1965), фолклорист, академик.
- Кара Георги Кюстендили, руски офицер на служба при Александър Суворов
- Карел Махан (1867 – 1904), чешки композитор, учител в Педагогическото у-ще в Кюстендил (1900 – 1903).
- Константин Деян (1355 – 1395), средновековен владетел на Велбъждкото деспотство.
- Кръстьо Карагьозов (1860 – 1923), областен управител на града в периода 1916 – 1918
- Людмил Янков (1953 – 1988), алпинист.
- Мите Опилски (1887 – 1944), един от ръководителите на акцията на ВМРО по превземането на Кюстендил на 4 – 6 декември 1922 година.
- Нели Садовска (1943 – 2019), българска поетеса и журналистка.
- Никола Жеков (1864 – 1949), български генерал, министър на войната на България (1915), главнокомандващ на действащата армия през Първата световна война (1915 – 1918).
- Панчо Михайлов (1891 – 1925), един от ръководителите на акцията на ВМРО по превземането на Кюстендил на 4 – 6 декември 1922 година.
- Панчо Тошев (1894 – 1942), деец от ВМРО, депутат в XXIII ОНС (1931 – 1934) и окръжен пълномощник на ВМРО за Пиринска Македония.
- Павел Митков (1977), български художник, наполовина кюстендилец.
- Пейо Яворов (1878 – 1914), български поет живял в Кюстендил.
- Райна Афионлиева (1940), треньор по художествена гимнастика.
- Станислава Караиванова (1857 – 1926), просветна деятелка, учителка в Кюстендил след Освобождението.
- Стефан Аврамов (1862 – 1906), калоферец, педагог, учител (1888 – 1893) и директор (1891 – 1893) на Педагогическото училище в Кюстендил, удостоен с орден „За гражданска заслуга“ – V ст.
- Стоян Загорчинов (1889 – 1969), писател.
- Стоян Заимов (1835 – 1932), националреволюционер, общественик и писател.
- Тодор Иванчов (1858 – 1905), директор на Педагогическото училище в Кюстендил (1880 – 1883); политик, министър-председател на България от 13 октомври 1899 г. до 25 януари 1901 г.
- Тодор Пеев (1842 – 1904), български революционер и общественик, основател на кюстендилския революционен комитет през 1872 г.
- Фридрих Грюнангер (1856 – 1929), австрийски архитект, проектира сградата на Педагогическото училище (днес сградата на Община Кюстендил) (1889 – 1894).
- Цветомира Филипова (1969), състезател по художествена гимнастика.
- Якоб Харевейн (1660 – 1727), нидерландски художник и гравьор.